# Chrysopilus strigipennis
Chrysopilus strigipennis är en tvåvingeart som beskrevs av de Meijere 1914. Chrysopilus strigipennis ingår i släktet Chrysopilus och familjen snäppflugor. Inga underarter finns listade i Catalogue of Life.